# كاكا أباد (سلطانية)
کاکا أباد (بالفارسية: کاکاآباد) هي قرية تقع في إيران في قسم سلطانیة الریفي. يقدر عدد سكانها بـ 453 نسمة بحسب إحصاء 2016.